# Gerald Ernest Wickens
Gerald Ernest Wickens ( 1927) es un botánico inglés, que ha trabajado extensamente en taxonomía de fanerógamas, en Kew Gardens.

## Algunas publicaciones

### Libros
- 1952. Avicenna: scientist & philosopher. Ed. Luzac. 128 pp.
- gerald ernest Wickens, magdy el Gohary, marie Bywater. 1998. Flora of Egypt: Family 79, Crassulaceae. Issue 5 de Taeckholmia Additional Series. 71 pp.
- 2008. The Baobabs: Pachycauls of Africa, Madagascar and Australia. Ed. Springer. 800 pp. ISBN 1402064306 En línea
- 2010. Ecophysiology of Economic Plants in Arid and Semi-Arid Lands. Ed. Springer. 360 pp. ISBN 3642080898

- La abreviatura «Wickens» se emplea para indicar a Gerald Ernest Wickens como autoridad en la descripción y clasificación científica de los vegetales.[2]